# George Eman Vaillant

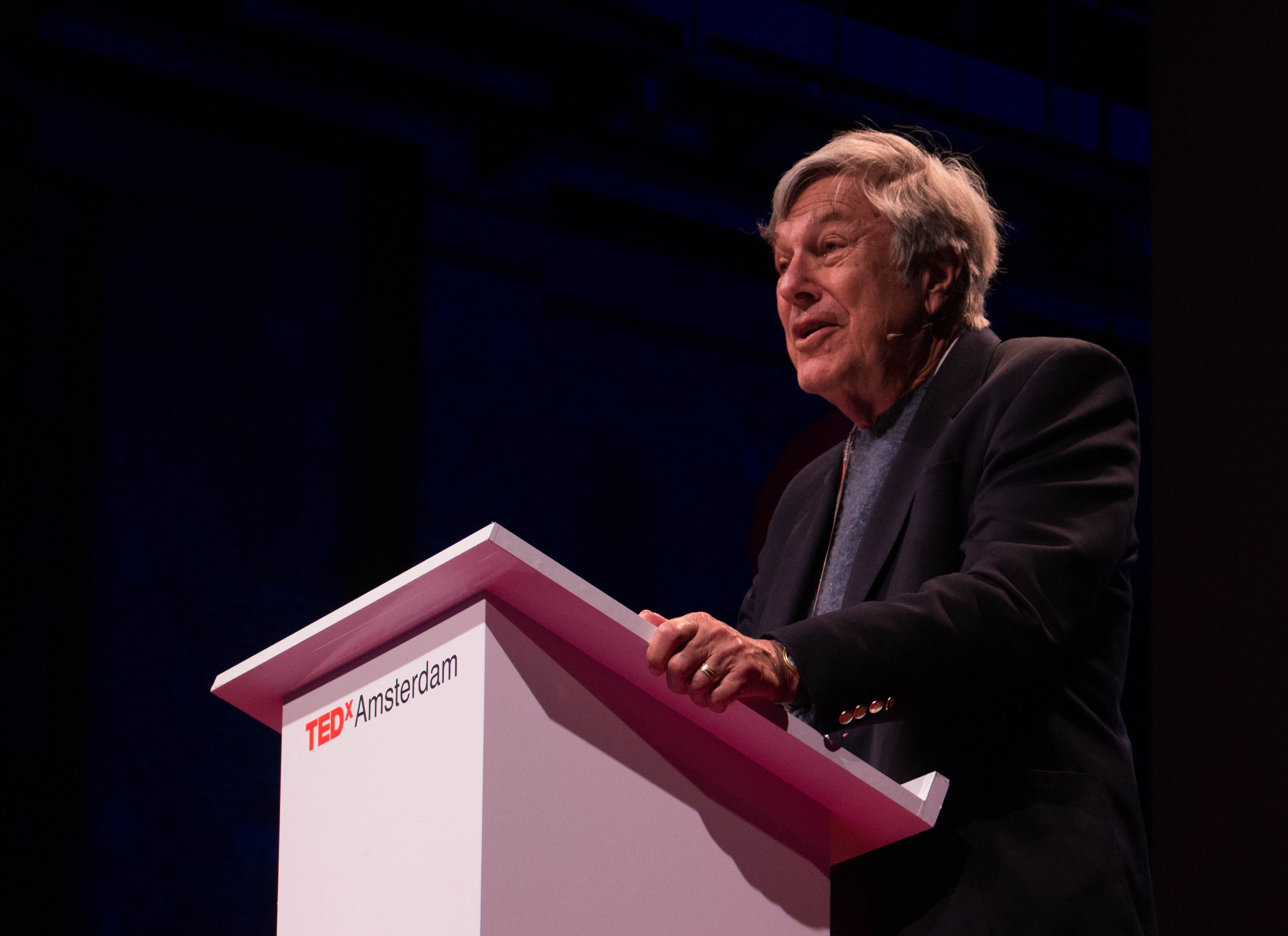
George Vaillant (2014)

George Eman Vaillant (* 16. Juni 1934) ist ein US-amerikanischer Psychiater.

## Leben und Leistungen
Der Vater von George Eman Vaillant war der Ethnologe George Clapp Vaillant, der 1945 Selbstmord beging. Dies mag das Interesse des Sohnes für das Fach Psychiatrie begründet haben. Seine Ausbildung erhielt er am Harvard College in Cambridge (Massachusetts) und an der Harvard Medical School. Eine psychoanalytische Zusatzausbildung erfolgte am Boston Psychoanalytic Institute. Danach spezialisierte er sich vor allem auf die Erforschung von psychischen Abwehrvorgängen, Alkoholismus und nach einer Lebensgestaltung, die zur Zufriedenheit führt. Er wird als Redner auf vielen Fachtagungen in der ganzen Welt eingeladen.
Vaillant ist verheiratet und lebt hauptsächlich in Kalifornien.

## Werke (Auswahl)
- Theoretical Hierarchy of Adaptive Ego Mechanisms. In: Archives of General Psychiatry 24, (1971) 107–118.
- Adaptation to Life, Boston, MA, Little, Brown, 1977 (also Lippincott Williams & Wilkins, Hardcover, 396pp ISBN 0-316-89520-2, einschließlich deutscher, koreanischer und chinesischer Übersetzungen). (Nachdruck mit neuem Vorwort von 1995 von Harvard University Press, Cambridge, MA).
- Natural History of Alcoholism, Cambridge, MA, Harvard University Press (1983).[3]